# Río Noreña
El río Noreña es un curso de agua del norte de la península ibérica, afluente del Nora. Discurre por la provincia española de Asturias.

## Curso
Discurre por la comunidad autónoma de Asturias. El río, que fluye en dirección oeste y deja a ambos lados de su curso lugares como Noreña, Argüelles y Viella, termina desembocando en el Nora a la altura de Lugones. Aparece descrito en el duodécimo volumen del Diccionario geográfico-estadístico-histórico de España y sus posesiones de Ultramar de Pascual Madoz de la siguiente manera:

NOREÑA: riach. en la prov. y part. jud. de Oviedo, el cual tiene origen de una fuente que brota en la falda del monte denominado la Lomba; durante su curso baña las felig. de Collada y Muño, donde recibe por su der. otro arroyo que desciende del monto Pangran; continúa de E. á O. por las parr. de Noreña, Argüelles, Boves y Viella, y en la de Lugones se reúne con el r. Nora. Sus aguas fertilizan distintos terrenos, y crian anguilas, truchas y otros peces menudos.
(Madoz, 1849, p. 181)

Las aguas del río, perteneciente a la cuenca hidrográfica del Nalón, acaban vertidas en el mar Cantábrico.